# Jean du Bois
Pour les articles homonymes, voir Jean Dubois et Dubois.
Jean du Bois (en latin Johannes a Bosco), plus tard Jean du Bois-Olivier, est un religieux français de l'ordre des Célestins, un temps homme de guerre, né à Paris vers le milieu du XVIe siècle, mort à Rome le 28 août 1626.

## Biographie
Il fut d'abord moine célestin, puis quitta cet ordre avec la permission du pape, et devint soldat pendant plusieurs années sous le règne d'Henri III, s'illustrant tellement dans cette profession que ce roi le surnommait « l'empereur des moines ». Il rentra ensuite dans son ancien ordre, et dans la publication qu'il fit en 1605 s'intitule « célestin de Lyon ». Il s'attacha au cardinal Séraphin Olivier-Razali, qui faisait tant de cas de lui qu'il lui permit de porter son nom et ses armes, et lui obtint comme bénéfice l'abbaye de Beaulieu-en-Argonne. Quand ce prélat mourut à Rome le 10 février 1609, il prononça son oraison funèbre dans l'église de la Sainte-Trinité du mont Pincio.
Il était également prédicateur ordinaire du roi Henri IV, et prêcha avec beaucoup de succès à la cour et dans plusieurs paroisses de Paris. Très attaché à ce roi, quand il fut assassiné le 14 mai 1610, il fut de ceux qui accusèrent ouvertement les jésuites. Le duc d'Épernon, allié de cette compagnie, intervint auprès de la reine Marie de Médicis pour qu'on fasse taire le fougueux abbé, qui fut convoqué par l'évêque de Gondi, lequel se contenta d'ailleurs de l'admonester. Du Bois continua de se répandre contre les jésuites, en paroles et en écrits, pendant des mois, malgré aussi une conférence qu'il eut le 20 juillet avec le père Coton, à l'instigation de la reine qui voulait les réconcilier.
Dans ces dangereuses circonstances, il eut l'imprudence de se rendre à Rome à l'automne 1611, malgré le conseil de tous ses amis. Peu après son arrivée, il fut arrêté et enfermé au château Saint-Ange (octobre ou novembre). On attribua ce voyage et cette incarcération à l'action concertée du cardinal Bellarmin, qui était jésuite, du nonce Ubaldini, et du secrétaire d'État de Villeroy. Il mourut quinze ans plus tard, toujours détenu.
Selon certains auteurs, il était très adonné à l'alchimie, et il y perdit ses biens.

## Œuvre
Il est l'auteur des publications suivantes :
- Floriacensis vetus bibliotheca Benedictina, sancta, apostolica, pontificia, cæsarea, regia, franco-gallica (Lyon, chez Horace Cardon, 1605), recueil de trente-et-un textes organisés en trois parties, dont un certain nombre sont tirés de la bibliothèque de l'abbaye de Saint-Benoît-sur-Loire (dite aussi abbaye de Fleury), pillée et dissipée en grande partie pendant les guerres de religion ; mais aussi plusieurs textes originaux de l'abbé du Bois lui-même[10] ; troisième partie, en quatre sections, consacrée à l'histoire de l'archidiocèse de Vienne et dédiée à Pierre II de Villars ;
- Oratio habita Romæ anno 1609 die 10 martii, dum exequiæ Seraphini Olivarii, Galli, amplissimi S. R. E. cardinalis... celebrarentur... (Rome, chez Bartolomeo Zanetti, 1609 ; également en tête des œuvres du cardinal, Decisiones aureæ) ;
- Le Pourtrait Royal de Henry le Grand, proposé à Messieurs de Paris en l'église de Saint Loup et Saint Gilles, le 23 juin, pendant qu'on y célébrait les obsèques, par Jean du Bois Olivier, abbé de Beaulieu, ou Oraison funèbre d'Henri IV (Paris, chez Rolin Thierry, 1610) ;
- Anticoton, ou réfutation de la lettre déclaratoire du père Coton. Livre où est prouvé que les jésuites sont coupables et auteurs du parricide exécrable commis en la personne du roi très chrétien Henri IV, d'heureuse mémoire (imprimé à Paris en 1610).